# Pitcairnia luschnathii
Pitcairnia luschnathii är en gräsväxtart som beskrevs av Wilhelm Weber. Pitcairnia luschnathii ingår i släktet Pitcairnia och familjen Bromeliaceae. Inga underarter finns listade i Catalogue of Life.